# Brand meester (sein)
Brand meester is een verkorte weergave van de zin 'We zijn de brand meester'. Het is in Nederland het sein dat de brandweer afgeeft voor de situatie waarin de brand onder controle is. In principe betekent dit sein dat de brand met de aanwezige mensen en het materieel bestreden kan worden en er geen versterking (opschaling) meer nodig is. In Vlaanderen wordt de term niet gebruikt.
Het uitgangspunt is dat het grootste gevaar geweken is. Dat men zich daarbij kan vergissen, bleek bij de vuurwerkramp in Enschede. Hier werd het sein brand meester gegeven 29 minuten na de melding van de brand. Acht minuten later vond een catastrofale explosie plaats.
Het sein brand meester betekent dus niet dat de brand helemaal geblust is.